# Raymond Tshibanda
Raymond Tshibanda N’tunga Mulongo, né 20 novembre 1950 à Lomela, est un homme politique de la république démocratique du Congo. Il est ministre de Coopération internationale et régionale à partir du 26 octobre 2008 dans le gouvernement Muzito I, et conserve ce poste au sein du gouvernement Muzito II.

## Biographie
Tshibanda est né à Lomela, le 20 novembre 1950. Il obtient une licence en Sciences politiques et administratives à l’université nationale du Zaïre/ campus de Lubumbashi en 1977. Il poursuit ses études à l’université de Pittsburgh aux États-Unis de 1979 à 1982. Il travaille ensuite au sein du Haut commissariat des Nations unies pour les réfugiés.
En 1991, il retourne au Zaïre, où il est nommé directeur de cabinet adjoint du Premier ministre. Il participe à la conférence nationale souveraine.